# Stenocatantops
Stenocatantops es un género de saltamontes de la subfamilia Catantopinae, familia Acrididae, y está asignado a la subtribu Catantopina de la tribu Catantopini. Este género se encuentra en el subcontinente indio, Corea, China, Indochina, Sudeste asiático y el noreste de Australia.

## Especies
Las siguientes especies pertenecen al género Stenocatantops:
- Stenocatantops angustifrons (Walker, 1870)
- Stenocatantops brevipennis Zhong & Zheng, 2004
- Stenocatantops cornelii Willemse, 1968
- Stenocatantops exinsula (Willemse, 1934)
- Stenocatantops immaculatus Willemse, 1956
- Stenocatantops isolatus Willemse, 1968
- Stenocatantops keyi Willemse, 1968
- Stenocatantops mistshenkoi Willemse, 1968
- Stenocatantops nigrovittatus Yin & Yin, 2005
- Stenocatantops pasighatinensis Swaminathan, Nagar & Swaminathan, 2018
- Stenocatantops philippinensis Willemse, 1968
- Stenocatantops splendens (Thunberg, 1815)
- Stenocatantops transversa Willemse, 1953
- Stenocatantops unicolor Yin & Yin, 2005
- Stenocatantops vitripennis (Sjöstedt, 1920)